# دهستان آشناخور
دهستان آشناخور یکی از دهستان‌های استان مرکزی است که در بخش مرکزی شهرستان خمین واقع شده است.
روستاهای تابع آن عبارتند از: آشناخور، حسین‌آباد، خورزن، دهنو، رضاآباد، عکس آباد، علی‌آباد، فرج آباد، قره کهریز، قلعه آشناخور، نصرآباد، نورآباد

## مردم
مردم دهستان آشناخور لر زبان هستند و به گویش لری بختیاری تکلم می‌کنند.